# Geer (heraldiek)
Een geer heeft in de heraldiek betrekking op een heraldisch stuk, ontstaan uit een driekante vlakverdeling van verschillende kleuren en/of metalen. Dit kan op twee manieren gebeuren: rondom een punt, waarbij de hoeken van alle "geren" even groot zijn, of vanuit de linker- en rechterzijde van het vlak, waarbij de "geren" uit driehoeken bestaan waarvan een zijde gelijk loopt met de zijde van het veld, en het derde punt aan te tegenoverliggende zijde, tussen de geren aan de tegenoverliggende zijde.

## Beschrijving van geren rond een punt
Het veld is verdeeld in een aantal (normaal acht) gepunte vlakken, gelijk aan een taart of pizza, waarbij de hoeken rond het gemeenschappelijke punt gelijk zijn. Bij verdeling in een ander aantal dan acht stukken wordt het aantal stukken in de beschrijving aangegeven. Volgens Johannes Rietstap begint de eerste geer (vlakverdeling op het schild) bij een wapenbeschrijving in de rechterbovenhoek, om vervolgens linksom te gaan. Heraldisch links en rechts is beschouwd van de schildrager, het tegenovergestelde van de kijker. Tenzij anders aangegeven ligt het gemeenschappelijke punt van de geren in het midden van het veld.

## Beschrijving van geren vanuit de zijden
Het veld is verdeeld in een aantal gepunte vlakken van afwisselende kleur, alsof ze gescheiden zijn door een zigzaglijn die over de volle breedte van het veld van boven naar beneden loopt. De kleuren (vrijwel altijd twee) worden beschreven vanaf de rechterzijde (heraldisch, dus voor de kijker links). Het aantal stukken wordt in de beschrijving opgegeven. De geren komen vanuit de ene zijde, om te eindigen in een punt aan de tegenoverliggende zijde. Tenzij anders beschreven komt de eerste geer vanuit de bovenzijde. Zo niet, dan wordt het veld beschreven als beladen met (aantal) geren komende vanuit de ...zijde.
Ook komt het voor dat de geren niet geheel tot aan de randen reiken. In dat geval wordt in de beschrijving aangegeven tot waar de geren reiken; de rest van het vlak wordt met de overheersende kleur gevuld.
Eigenlijk is het gebruik van de term "geren" voor deze vlakverdeling onjuist; een betere term is ingehoekt.

## Voorbeelden van gegeerde wapens en vlaggen
Rondom een punt:

Het wapen van Bellingwedde
Het wapen van Galmaarden
Het wapen van Mauremont (FR)
De vlag van Noorder-Koggenland
De vlag van West-Vlaanderen

Langs de randen (ingehoekt):

Het wapen van Rhoon
Het wapen van Nieuwerkerk
Het wapen van Ouwerkerk
De vlag van Albrandswaard